# Tadeusz Kacik
Tadeusz Kacik (* 6. Oktober 1946 in Nowy Targ; † 17. Mai 1988 in Katowice) war ein polnischer Eishockeyspieler, der seine gesamte Karriere bei Podhale Nowy Targ verbrachte und mit Polen an den Olympischen Winterspielen 1972 teilnahm.

## Karriere

### Club
Tadeusz Kacik begann seine Karriere in der Nachwuchsabteilung des polnischen Rekordmeisters Podhale Nowy Targ, für den er von 1963 bis 1975 in der Ekstraliga spielte und in 390 Ligaspielen 209 Tore erzielte. 1966, 1969, 1971, 1972, 1973, 1974 und 1975 wurde er mit der Mannschaft aus Kleinpolen polnischer Meister. 1971 wurde er von den polnischen Sportjournalisten zum besten Spieler des Jahres gewählt und mit dem „goldenen Stock“ ausgezeichnet.

### International
Sein Debüt in der Herren-Nationalmannschaft gab Kacik in der Saison 1967/68. Im Folgejahr wurde er in den Kader für die B-Weltmeisterschaft 1969 berufen, als den Polen der Aufstieg in die A-Gruppe der Weltmeisterschaft gelang. Nach dem direkten Abstieg bei der 1970, spielte er 1971 und 1972, als der Wiederaufstieg gelang, wieder in der B-Gruppe. Ebenfalls 1972 nahm er mit der polnischen Auswahl an den Olympischen Winterspielen in Sapporo teil und erreichte den sechsten Platz unter elf teilnehmenden Mannschaften. Bei den Weltmeisterschaften 1973 und 1974 spielte er wieder in der A-Gruppe. Zudem vertrat er seine Farben beim Iswestija-Pokal in den Jahren 1967, 1970, 1972 und 1973. Insgesamt erzielte er in 118 Länderspielen 38 Tore.

## Erfolge und Auszeichnungen
- 1966 Polnischer Meister mit Podhale Nowy Targ
- 1969 Polnischer Meister mit Podhale Nowy Targ
- 1971 Polnischer Meister mit Podhale Nowy Targ
- 1971 Auszeichnung mit dem „Goldenen Stock“ als bester Eishockeyspieler des Jahres in Polen
- 1972 Polnischer Meister mit Podhale Nowy Targ
- 1973 Polnischer Meister mit Podhale Nowy Targ
- 1974 Polnischer Meister mit Podhale Nowy Targ
- 1975 Polnischer Meister mit Podhale Nowy Targ

### International
- 1969 Aufstieg in die A-Gruppe bei der B-Weltmeisterschaft
- 1972 Aufstieg in die A-Gruppe bei der B-Weltmeisterschaft

## Familie
Kaciks Schwiegersohn Adam Wronka und sein Enkel Patryk Wronka spielten ebenfalls für Podhale Nowy Targ in der Ekstraliga. Patryk Wronka ist ebenfalls polnischer Nationalspieler.